# Fernando Clavijo Batlle
Fernando Clavijo Batlle (San Cristóbal de La Laguna, Tenerife, 10 d'agost de 1971) és un polític canari, membre de Coalició Canària i president del Govern de Canàries des de 2015 fins a 2019 i de nou des de 2023 fins a l'actualitat.

## Biografia
Clavijo és fill de Fernando Clavijo Redondo, funcionari de Protecció Civil i director general de Seguretat del Govern de Canàries.
Fernando va néixer a San Cristóbal de La Laguna. Va cursar el Batxillerat en l'Institut Viera y Clavijo i posteriorment es va llicenciar en Ciències Econòmiques i Empresarials a la Universitat de La Laguna. Ha treballat en l'empresa privada, també mentre estudiava, i va ser assessor de l'Organisme d'Activitats Musicals de l'Ajuntament de San Cristóbal de La Laguna, així com regidor de Seguretat Ciutadana des de 2003 fins a 2007 i alcalde del municipi entre 2008 i 2014.
En el terreny polític, Fernando Clavijo es va afiliar a ATI (avui Coalició Canària) l'any 1992 i, des de llavors, ha ocupat diferents càrrecs de responsabilitat interna en el partit, entre els quals es destaquen el de Secretari General dels joves de ATI en La Laguna (entre 1997 i 2003), i el mateix càrrec a nivell insular des de 2001. Des d'aquest any fins al seu nomenament com a alcalde el 2008 (el més jove de la història del municipi) va ser primer tinent d'alcalde i regidor d'Urbanisme. Des de 2012 és Secretari General de Coalició Canària a Tenerife.
Durant la seva alcaldia, la ciutat va rebre diversos premis internacionals. Entre ells, els lliurats pel Ministeri de Cultura, a la gestió del Pla Especial de Protecció del Centre Històric, i el Ministeri d'Indústria, Turisme i Comerç al model de Zona Comercial Oberta. A si mateix, La Laguna ha obtingut el Premi Reina Sofia contra les Drogues.
Clavijo va ser el candidat de Coalició Canària per a la Presidència del Govern de Canàries en les eleccions autonòmiques de 2015, després de derrotar el candidat i històric dirigent Paulino Rivero en el Consell Polític del seu partit celebrat el 12 de setembre de 2014. Després d'aquestes eleccions, en les quals la seva coalició va obtenir 18 diputats i, després d'una coalició amb el PSOE (15 diputats), Fernando Clavijo va accedir a la presidència del Govern de la comunitat autònoma el 9 de juliol de 2015.
A les eleccions de 2019 va perdre el càrrec davant d'Ángel Víctor Torres (PSOE). Després de les eleccions Canàries de 2023, l'estiu del mateix any fou nomenat de nou President de les Canàries

## Càrrecs exercits
- Regidor de l'Ajuntament de San Cristóbal de La Laguna (2003-2015).
- Alcalde de San Cristóbal de La Laguna (2008-2015).
- Diputat per Tenerife al Parlament de Canàries (2015-2019).
- President del Govern de Canàries (2015-2019) i 2023-avui
- Senador designat pel Parlament de Canàries (des de 2019).